# Nayyar Ali Dada
Nayyar Ali Dada (* 11. November 1943 in Delhi; Urdu نیر علی دادا) ist ein pakistanischer Architekt.

## Leben
Dada wurde geboren als Nayyar Ali Zaidi und erhielt seinen bekannten Nachnamen von einem Kunst- und Zeichenlehrer. Er entstammt einer muslimischen indischen Familie, die in den 1950ern von Delhi nach Lahore auswanderte. Dort immatrikulierte sich Dada 1957 an der University of the Punjab. 1959 wechselte er an Pakistans National College of Arts, das er 1964 abschloss und dort eine Arbeit als Dozent aufnahm. 1976 wurde er zum Fellow des Colleges ernannt.
In den frühen 1970ern eröffnete Dada ein kleines Architekturbüro in Lahore. Mit dem Entwurf des Al-Hamra Arts Complex in Lahore, der zu den ersten Bauten moderner Architektur in Pakistan zählen, erwarb er sich Anerkennung. Später wurde er beauftragt, das ergänzende Al-Hamra Open Air Theatre zu entwerfen.

## Auszeichnungen
- 1989: Building of the Decade Award für das Al-Hamra Open Air Theatre
- 1992: President’s Pride of Performance Award für seine Verdienste um die Architektur und Erhaltung Pakistans
- 1998: Aga Khan Award for Architecture für den Al-Hamra Arts Complex

## Werke
An folgenden Bauwerken hat Dada mitgewirkt:
- Al-Hamra Arts Complex (Lahore)
- Al-Hamra Open Air Theatre (Lahore)
- Serena Hotel (Islamabad)
- Saudi-Pak Tower (Islamabad)
- Punjab House (Islamabad)
- F9/Fatima Jinnah Park (Islamabad)
- Expo Centre (Lahore)
- Bagh-e-Jinnah (restoration) (Lahore)
- Quaid-e-Azam Bibliothek (restoration) (Lahore)
- Habib Bank Provincial Headquarters (Lahore)
- MCB Bank Provincial Headquarters (Lahore)
- EFU Insurance Building (Lahore)
- Gaddafi Cricket-Stadion, Lahore (Modernisierung 1995/96)
- Shakir Ali Museum (Lahore)
- Emco Industries Complex (Lahore)
- Gebäude der Habib Bank in Quetta
- Industrial and Agricultural Investment Co-operation Limited(addition/restoration)(Lahore)
- Hotelgebäude für Sheraton, Lahore
- Große Jamia-Moschee, Lahore
- Parlamentsgebäude der Republik Malediven
- Gebäude der Bank of Credit and Commerce International in Colombo, Sri Lanka